# Giulia Corsalini
Giulia Corsalini (...) è una scrittrice italiana.

## Biografia
Laureata in lettere e con un dottorato in italianistica, è docente a contratto presso l'Università degli Studi di Macerata e vive a Recanati.
Autrice di saggi di critica letteraria, in particolare su Giacomo Leopardi, nel 2018 ha esordito nella narrativa con il romanzo La lettrice di Čechov vincendo l'anno successivo il Premio Mondello, il Supermondello, il Premio Gli Asini e il Premio Bergamo. Il romanzo è stato tradotto in tedesco  e in arabo. La traduzione tedesca ha ottenuto il Preistager Preis 2022.
Nel 2020 ha pubblicato il suo secondo romanzo, Kolja: una storia familiare Premio Studenti Alvaro-Bigiaretti 2021.
Nel 2024 è uscito La condizione della memoria.
Suoi racconti sono presenti nelle riviste Nuovi Argomenti, L'immaginazione Snaporaz e Finzioni di Domani Editoriale.

## Opere

### Romanzi
- La lettrice di Čechov, Milano, Nottetempo, 2018 ISBN 978-88-7452-727-4.
- Kolja: una storia familiare, Milano, Nottetempo, 2020 ISBN 978-88-7452-796-0.
- La condizione della memoria, Milano, Guanda, 2024 ISBN 978-88-235-3365-3.

### Saggi
- Il silenzio poetico leopardiano degli anni 1824-1827: studi, Recanati, Edizioni del CNSL, 1999
- Percorsi di formazione all'insegnamento letterario: tra critica e didattica della letteratura, Milano, Angeli, 2010 ISBN 978-88-568-2282-3.
- Leopardi e i traduttori dell'Eneide: la notte consumata indarno, Macerata, EUM, 2014 ISBN 978-88-6056-405-4.
- Farle in pezzi: le antologie di Leopardi e Leopardi nelle antologie: studi, Macerata, EUM, 2014 ISBN 978-88-6056-521-1.

## Premi e riconoscimenti

### Vincitrice
Premio Bergamo
- 2019 con La lettrice di Čechov[10]

Premio Mondello
- 2019 nella sezione "Autore italiano (Narrativa)"[11] e nella sezione "Supermondello"[12] con La lettrice di Čechov